# Pacient expert
Un pacient expert és un pacient crònic que és capaç de responsabilitzar-se del seu problema de salut i tenir-ne autocura, identificant els símptomes i afrontant-los, i adquirint eines per a gestionar-ne l'impacte físic, emocional i social, de manera que hi pot conviure i pot millorar la qualitat de vida relacionada amb la salut. La paraula anglesa expert patient va ser utilitzada per primera vegada als Parlament del Regne Unit el 1999 per a referir a una iniciativa de ciutadans sans per ajudar a viure amb malalties cròniques. Un dels avantatges d'aquest apoderament dels pacients és que redueix tant les visites als Centres d'Atenció Primària i com els ingressos hospitalaris.
Pacient expert Catalunya és un programa d'educació per a la salut que vol potenciar l'autocura, la corresponsabilitat i l'autonomia dels malalts amb patologia crònica en utilitzar la competència de pacients experts. Aquest programa és promogut pels professionals sanitaris en l'àmbit de l'atenció primària i salut comunitària i es porta a terme en la majoria dels centres sanitaris de Catalunya amb l'ajuda d'aquests pacients amb el suport de Canal salut de la Generalitat de Catalunya.